# Günther Becker (Entomologe)
Günther Hermann Rudolf Becker (* 25. November 1912 in Jutrosin; †   27. Oktober 1980 in Berlin) war ein deutscher Zoologe, Entomologe und Holzforscher.

## Leben

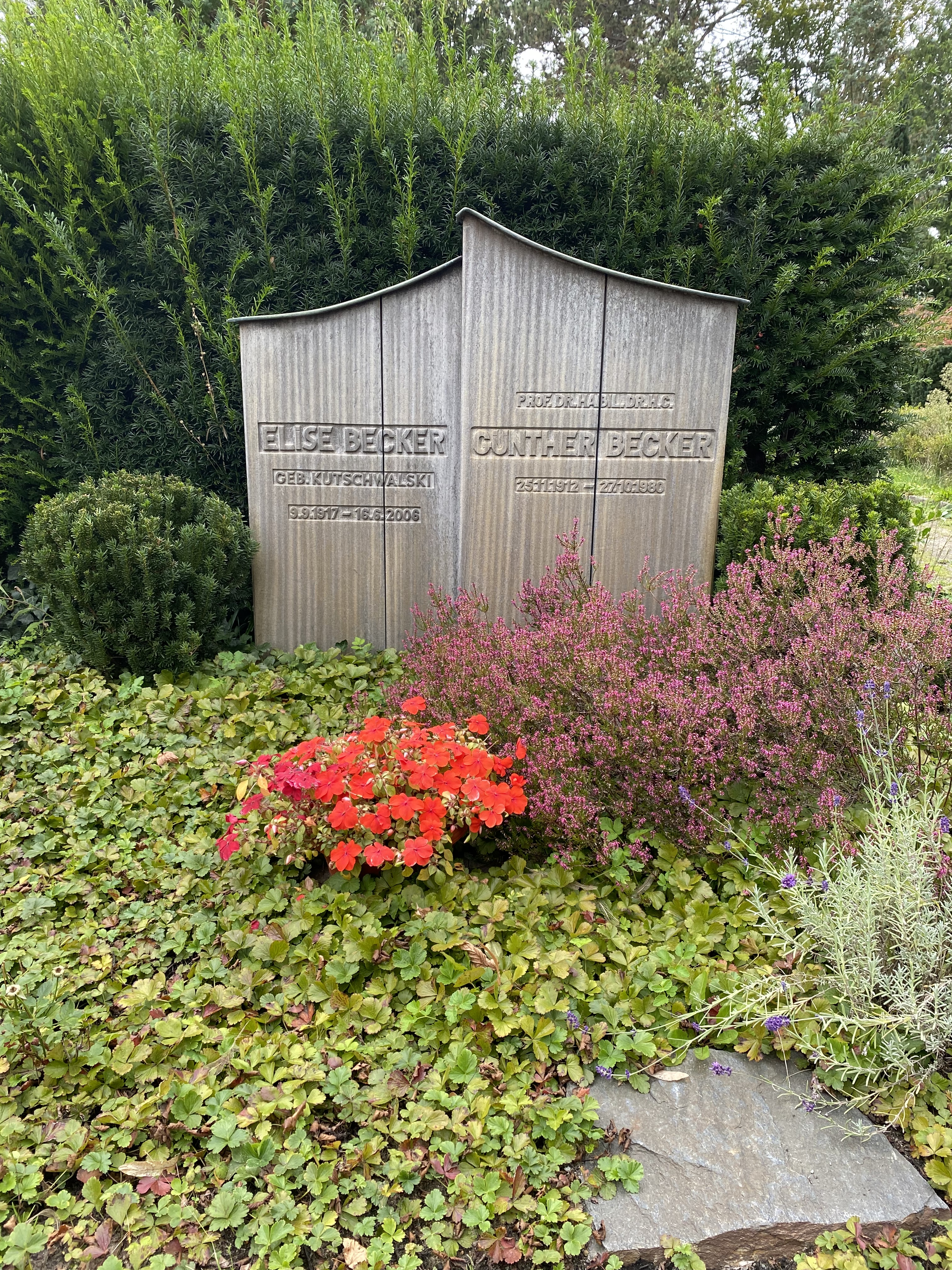
Grabstätte

Günther Becker war der Sohn des Gaswerkinspektors Otto Becker (1885–1966) und dessen Frau Martha, geb. Baade (1887–1966). Becker legte 1931 in Neubrandenburg das Abitur ab und studierte bis 1936 Zoologie, Botanik, Mathematik und Physik an den Universitäten in Göttingen, München und Rostock. In letzterer promovierte er 1936 zum Dr. phil. mit der Dissertation Untersuchungen über den Darm und die Verdauung von Kamptozoen, Bryozoen und Phoroniden.
Zwischen 1937 und 1945 arbeitete Becker zunächst als wissenschaftlicher Assistent, später als stellvertretender Fachbereichsleiter für Werkstoff-Biologie beim Materialprüfungsamt in Berlin-Dahlem. Ab 1943 hatte er eine Dozentenstelle für Angewandte Zoologie an der Universität Rostock und wurde dort im selben Jahr mit der Schrift Sinnesphysiologische Untersuchungen über die Eiablage des Hausbockkäfers habilitiert. In Rostock lehrte und forschte er auf dem Gebiet der Ernährungs- und Sinnesphysiologie und der Schädlingsbekämpfung, insbesondere der Holzschädlinge. 1944 zur Wehrmacht eingezogen, geriet Becker in Kriegsgefangenschaft und setzte seine berufliche Laufbahn 1949 an der Bundesanstalt für Materialprüfung fort und stieg dort vom Abteilungsleiter bis zum Vizepräsidenten auf. Ab 1950 leitete er das Lehrgebiet „Holzschutz“ an der Fakultät für Architektur an der Technischen Universität Berlin, die ihn 1958 zum Honorarprofessor ernannte, ab 1967 die Abteilung „Sondergebiete der Materialprüfung“.
Beckers Forschungsgebiet waren materialschädigende Organismen, wie bereits in Rostock galt sein besonderes Interesse den holzzerstörenden Insekten. Verdient machte er sich unter anderem hinsichtlich der Erforschung der Entwicklung des Hausbocks und der Magnetfeldorientierung von Insekten. Ein weiteres Betätigungsfeld galt dem Holzschutz. Seine Ergebnisse publizierte er in zahlreichen Beiträgen.
1965 gründete Becker die Fachzeitschrift Material und Organismen und war Gründungsmitglied der International Academy of Wood Science. Von 1966 bis 1978 leitete er die Deutsche Gesellschaft für Holzschutz als deren Präsident, von 1969 bis 1973 war er Vorsitzender der Deutschen Entomologischen Gesellschaft. Darüber hinaus war er Mitglied in zahlreichen Fachausschüssen.
Günther Becker war verheiratet mit Elise geb. Kutschwalski (1917–2006). Er verstarb im Alter von 67 Jahren in Berlin und wurde auf dem dortigen Friedhof Zehlendorf (Abt. 29 W 171) beigesetzt.

## Auszeichnungen
- 1968: DIN-Ehrennadel des Deutschen Normenausschusses
- 1975: Bundesverdienstkreuz 1. Klasse der Bundesrepublik Deutschland
- 1977: Ernennung zum Dr. rer. nat. h. c. durch die Universität Hamburg
- 1980: Escherich-Medaille der Deutschen Gesellschaft für allgemeine und angewandte Entomologie

## Veröffentlichungen (Auswahl)
- 1969: Verhalten und Schutz von Holzspanplatten und Plattenmaterial gegen Organismen, Verlag Duncker & Humblot, Berlin (mit Karel Griffioen)
- 1974: Organismen und Werkstoffe, Verlag Boldt, Boppard, ISBN 978-3-7646-1597-0
- 1987: Dünnschichtchromatographie in der Rückstandsanalytik von Pflanzenschutzmitteln und deren Metaboliten, Verlag VCH, Weinheim, ISBN 978-3-527-27506-9